# プロモーション・ススム
有限会社プロモーション・ススムは、お笑いタレントの堺すすむが代表を務める芸能事務所である。所在地は東京都新宿区西新宿。若手芸人が出演する『TOMATO LIVE』を主催している。

## 所属タレント
- 堺すすむ
- OZ
- ひびきわたる
- TAKASHI
- 新山ひでや・やすこ（新山ひでや、新山やすこ）
- エド山口
- 新山真理
- キングジョー（笠原直樹、堺たいよう、荒川政喜）
- ツーライス（大ちゃん、あちゅ）
- ガンリキ（佐橋大輔、是永尚芳）
- コングチャンネル（コング、もんもん）
- 川口奈美子